# 注音文
注音文，指的是將句子中的字用單一的注音符號代替。如：「ㄋ看ㄉ懂這句話ㄇ？（ㄋㄧˇ看ㄉㄜ˙懂這句話ㄇㄚ˙？）」（「你看得懂這句話嗎？」）一個漢字的標音可能由一到四個注音符號組成（含聲調），在使用注音輸入法打字時若只打其中一個注音，較為省時，但對於非注音文習慣者而言，閱讀起來可能不流暢。部分使用者使用注音文的原因為節省時間，卻亦令非使用者認為文章內容難以理解。另外，是否節省時間也未必是使用者所考慮的絕對因素，因此也有不少使用者是出於文化認同，為了成就自我風格，或彰顯自由塑造自我的人權與言論自由，而利用這種方式溝通。
此外，經常受人誤解並值得釐清的是：若將文字轉換為其對應的注音符號（舉例），並不等同於注音文（舉例）。前者必須完整包括注音的聲母、介音、韻母、甚至聲調；後者則往往只保留聲母（而在缺乏聲母的情況下，可能改以單一的介音或韻母取代），其形式近似於輔音音素文字（如阿拉伯文）。兩者的定義與範例顯然不同。這也導致了注音文比起「文字所對應的『注音符號』串」更難理解。
常見的標音系統包含拼音與注音，注音符號實則為音標的一種。因此，若以音標或拼音的角度看待，注音文實則為一種「音標縮寫」（或拼音縮寫）；也就是先將文字轉換為音標，再將此音標進行類似於首字母縮略字的縮寫。因此，注音文既非單純音標，也非單純縮寫，而應視之為「音標縮寫」。（例如「騎士」，注音：ㄑㄧˊㄕˋ，注音縮寫／注音文：ㄑㄕ，拼音：qí shì，拼音縮寫：QS） 
根據上述視角，若將注音文理解為「音標縮寫」，則音標縮寫和音標當然是不同的。若以英文Cool Down對應舉例分析：（文字：Cool Down，縮寫：C.D.、CD，KK音標：[kul][daʊn]，KK音標縮寫：[k][d]），則可以明確看出音標縮寫與音標的差異。這也意味著注音文不等於注音符號。

## 注音文發展
注音文為台灣特有的網路文化，在中國大陸和韓國亦有類似的形式。在互聯網興起之後，電腦和網路普及，尤其是這些1980年代出生的世代，更是在中小學生時期就大量使用各種網路服務。尤其是BBS（電子佈告欄）、IRC、線上聊天室（Chat）、網路遊戲等，吸引著大家使用。由於這類服務通常強調即時對話，因此快速輸入文字相對變得重要。而在台灣中一般微軟視窗作業系統上最常用的中文輸入軟體就是微軟注音輸入法與微軟新注音輸入法（港澳地區大多使用速成輸入法，此輸入法與發音無關），注音就經常被使用。但中文字的同音字太多，常常會碰到選字的問題，造成時間延遲。因此在爭取時間的前提下，許多語氣詞本來就只有一個注音符號，或甚至根本是虛字（如「誒」），其對應的中文字不被一般人所熟悉，故只在輸入第一個聲母（或韻母）後選擇輸出。所以網友經常以ㄣ、ㄛ、ㄟ、ㄇ等來代替嗯、哦、欸（誒）、嗎等字，由於只出現在句尾或句首，又是語氣詞，當時並未引起熱烈討論。

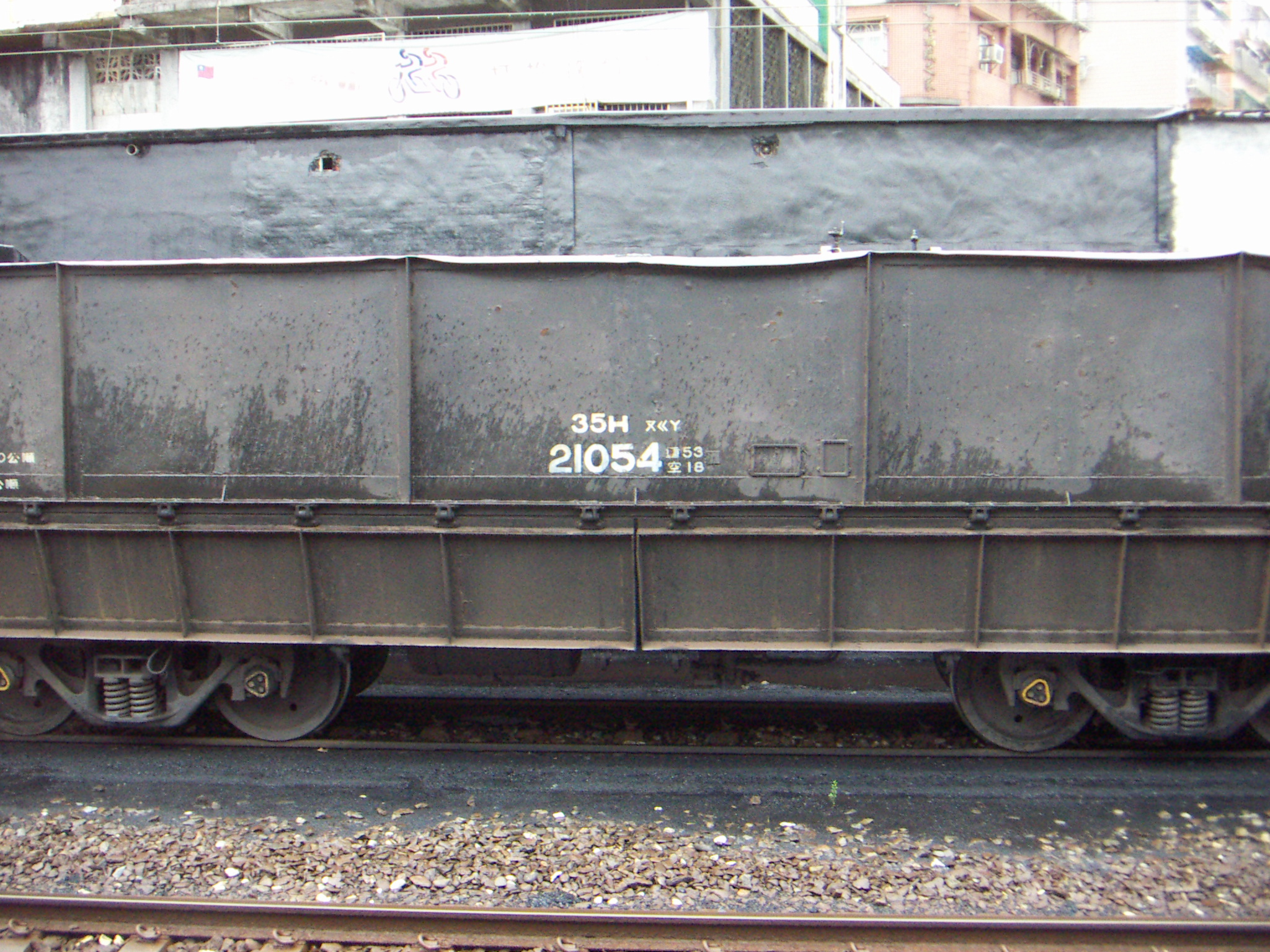
台鐵貨車車廂的注音符號碼

在台灣，以ㄅㄆㄇ等注音符號取代中文字的歷史可以延伸至1960年代。由於鐵路運輸於當時極為重要，貨物車廂往來極為繁複。各單位之間以電報來連絡業務，由於電報的中文輸入並不像現今電腦中文輸入法那樣方便，因此以注音符號代替中文字的「國音電碼」應運而生，車站站名及常用的鐵路用語都有國音電碼可表示（例：彰化車站—ㄓㄤ、試駛—ㄕㄕ），現在雖然已停用電報機而改用傳真機，但國音電碼仍然有在使用。
由於注音符號不經過選字，所以注音文與思考不夠成熟很容易引發聯想，在網路上給人一種清新、可愛、不具威脅的觀感，也因此注音文可說是受台灣傳統教育影響的緣故。
也因此，注音文之所以能在為在網路交談之中大肆流行，也同時大肆被討伐，與一般人對於注音文的正反兩面觀感非常相關。贊成的人認為有趣，反對的人認為很做作。
注音符號是臺灣特有的符號，因此一方面說來，注音文具有確立臺灣本身文字系統的獨特性的效果，另一方面，也自然造成閱讀理解的困難，因此在網路上引發爭執：反對者除了如前所述對於做作反感之外，也認為注音文產生閱讀的困難，而支持者則認為不應小題大作。不少網上討論區仍舊明文禁止注音文的使用；支持者則指其箝制言論自由。
過度使用注音文可能造成閱讀的困難。中文是意音文字，可以藉由字型迅速認出文字的意義。但注音本身是拼音文字，甚至注音文還是不完整的音符。例如「ㄋ」可以表示「你、呢、那」，「ㄇ」可以表示「們、嗎、麼、媽、沒、嘛、妹」等等，亦即，濫用注音文時，可能造成資訊的遺失，閱讀的人也可能需要充分地思考，才能掌握文章的內容。例如「ㄊㄇㄉ」就可能被解讀成「他們的」或「他媽的」，意義相差甚遠。不過，透過學習以及上下文的推敲，這些困難可以獲得解決。
注音文如今不再是網路世界獨有的現象。因此有人認為注音文現象不應該再被當作異己而歧視或漠視，應以平常心看待。如台灣前教育部部長曾志朗曾經表示，注音文作為指認塑造自我的方式，理應獲得尊重。但有許多人在正式的場合，如聯考作文、作業報告中濫用，加上前述注音文對文字的溝通性造成的弊端，各年齡層、各政治立場都有人對注音文反感。
與注音文相似的還有不選字的文化，不過這不只在使用注音輸入法的文化圈內才會發生的文化：只使用純粹的漢字的文章中，也可能有不選字的現象；另外有個現象則是臺灣國語的網路交談，直接用正體中文字表達受臺灣閩南語影響的國語發音，例：「ㄙㄟˋㄙㄟˋ」。（意指「謝謝」）

## 台灣常見的注音文
- ㄏㄏ：「呵呵」或「哈哈」，表示笑聲[4]。
- ㄅㄎㄑ：指「不客氣」。
- ㄣ：嗯，表示回應。
- ㄅㄅ：表示掰掰。

### 旁註標記
括弧內或文字上方的完整注音文，近來PTT流行諷刺時使用這種注音文，漢字代表表面上的說法、注音符號代表實際意義。此源自日文以雙關的假名字母注釋漢字的用法：
- 兵推慘敗：軍隊兵推會慘敗的真正原因是要軍費。
- 兩岸關係：為了討好對岸，要台灣人吃河蟹。
- 治安改善：改善的不是治安，而是透過吃案等技巧讓犯罪率數據變得比較好看。
- 擴大內需：以擴大內需為藉口浪費公帑，實際上是利益輸送：主要是用高於市價的價格向自己人買東西。

## 韓國的諺文簡寫
本來韓國的諺文不只限於笑聲，例如，將所有「하하（haha）」、「히히（hihi）」、「허허（heoheo）」、「호호（hoho）」一律簡化成為「ㅎㅎ（h-h）」。甚至還出現了用來表示「喀喀」這種笑聲的「ㅋㅋ（k-k）」。还有常用的例如“ㄹㄷ（l-d）”「레디（ready）」（准备）ㄱㄱ（고고 gogo）ㄱㄷ（기달 等待）ㅅㅂ（씨발;시발 妈逼）ㅊㅋ;ㅊㅊ（축하 祝贺）ㄳ（감사 感谢）ㅁㅊ（미친 疯子）
（在韓國跑Online、彩虹島、爆爆王等各個遊戲中，由於「ㅎㅎ」和「ㅋㅋ」比較易打，所以裡面經常打，其中「ㅋㅋ」最為常用。
但如今，不單只開始出現一大堆簡寫，亦由於Unicode的普及化，使用戶能夠在輸入從前打不出的極罕用字，所以現在還開始出現一些由這些簡寫組合成的新字新詞。

## 中国大陆
中国大陆地区网络注音文字主要是使用漢語拼音首字母代替汉字，例如nb(牛逼) ， sb(傻逼) , md(媽的) , wc(我操) , awsl（啊我死了），tql（太强了），xswl（笑死我了），nmsl (你媽死了) 等。
有时这样的缩写也会用于讨论较为敏感的话题来规避网络审查，如zzzq（政治正确），zc（政策），zg（中国或中共），zs（自杀），zc（自残）等。

## 外部連結
- 注音文統計、用法及例句表 （页面存档备份，存于）(適用於台灣) - 出自Richyli.com （页面存档备份，存于），這是李怡志先生的個人網站。
- piaip 的反注音文網頁 - 出自piaip at ntu csie，這是piaip(林弘德)的個人網站。
- 注音文版Openfind[永久]